# 埃維昂萊班
埃维昂莱班（法語：Évian-les-Bains，發音：[evjɑ̃ le bɛ̃] ⓘ，简称埃维昂），法国东部城市，奥弗涅-罗讷-阿尔卑斯大区上萨瓦省的一个市镇，隶属于托农莱班区，其市镇面积为4.3平方公里，2022年1月1日时人口数量为9,224人，在法国市镇中排名第1,125位。
埃维昂莱班位于上萨瓦省北部偏东，莱芒湖南岸，靠近瑞士边境。埃维昂莱班因当地的温泉和湖泊风光而闻名，是依云矿泉水的原产地，同时也是多个国际性会议的召开地，1938年埃维昂会议和2003年G8会议均在此召开，1962年《埃维昂协议》亦在此签订。

## 地名来源
“埃维昂”一名来源于拉丁语“Aquianu”的法兰克-普罗旺斯语的转写形式。“Evi”和“an”分别意为“水源”和“地点”，该名称与埃维昂莱班所处的地理环境有关。
“莱班”则是一个常见的法语地名后缀，意为温泉。

## 历史
高卢-罗马时期，埃维昂所处区域为阿洛布罗基人的活动范围。公元6世纪，天主教圣人西吉斯蒙举办“埃波讷会议”，根据现代史学家考证，“埃波讷”可能就是埃维昂的前身。中世纪中期，埃维昂长期为萨伏伊王室土地，萨瓦公爵皮埃尔二世于1265年为埃维昂颁布了市镇宪章，允许当地的自由商业贸易，其附近区域自16世纪起成为一个地方行政区。萨丁国王维托里奥·阿梅迪奥二世曾在18世纪初短居于埃维昂。法国大革命后，埃维昂成为上萨瓦省的一个市镇。1815至1860年间，埃维昂所处的萨瓦地区被萨丁王国控制，后通过《都灵条约》重归法国。1865年，“埃维昂莱班”成为当地的官方名称。19世纪末，埃维昂莱班被开发成为一处温泉小镇，当地出现了酒店、赌场等设施，并因其靠近瑞士、意大利边境而被作为多个政府会议的举办地。1938年，欧洲多国首脑在此召开埃维昂会议，探讨犹太人难民问题。1962年3月18日，法国和阿尔及利亚代表在此签订《埃维昂协议》，阿尔及利亚由此独立。2003年6月1日，八大工業國組織在此举办当年的G8会议。

## 地理

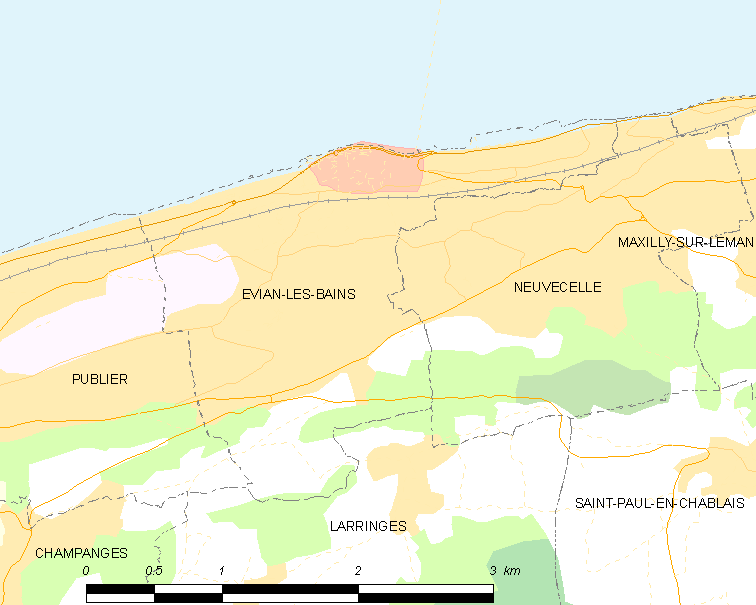
埃维昂莱班市镇范围地图

埃维昂莱班位于法国东部，奥弗涅-罗讷-阿尔卑斯大区东北部和上萨瓦省东北部，距离省会阿讷西大约85公里，距离瑞士边境大约17公里。与埃维昂莱班接壤的市镇包括：拉兰日、讷沃塞勒、皮布利耶。

### 地形
埃维昂莱班位于沙布莱山北部边缘，境内以山地为主，地势自莱芒湖向南侧快速抬升，市镇中心位于莱芒湖畔的一处较为狭窄的台地上，地形较为平坦，全境海拔在372到772米之间。

### 水文
埃维昂莱班北部为莱芒湖，隔湖与瑞士相望，属于罗讷河水系。一条名叫“福尔谢”（Forchez）的小溪自南向北流经境内东部并注入莱芒湖。
依云矿泉水的取水点位于埃维昂莱班是市镇范围内。

### 植被
埃维昂莱班属于温带落叶林区，多尔菲斯公园（Parc Dolfuss）是当地主要的城市公园，林地则广泛分布于市区南部的丘陵地区。
在鲜花城市的评比中，埃维昂莱班被评为4星级（最高级）鲜花城市。

### 气候
埃维昂莱班在柯本气候分类法中属于温带海洋性气候。
埃维昂莱班境内设有气象站，以下为该气象站的数据（其中日照数据取自日内瓦）：
| 埃维昂莱班1981年－2019年 | 埃维昂莱班1981年－2019年 | 埃维昂莱班1981年－2019年 | 埃维昂莱班1981年－2019年 | 埃维昂莱班1981年－2019年 | 埃维昂莱班1981年－2019年 | 埃维昂莱班1981年－2019年 | 埃维昂莱班1981年－2019年 | 埃维昂莱班1981年－2019年 | 埃维昂莱班1981年－2019年 | 埃维昂莱班1981年－2019年 | 埃维昂莱班1981年－2019年 | 埃维昂莱班1981年－2019年 | 埃维昂莱班1981年－2019年 |
| 月份                     | 1月                      | 2月                      | 3月                      | 4月                      | 5月                      | 6月                      | 7月                      | 8月                      | 9月                      | 10月                     | 11月                     | 12月                     | 全年                     |
| ------------------------ | ------------------------ | ------------------------ | ------------------------ | ------------------------ | ------------------------ | ------------------------ | ------------------------ | ------------------------ | ------------------------ | ------------------------ | ------------------------ | ------------------------ | ------------------------ |
| 历史最高温 °C（°F）      | 18 (64)                  | 20.8 (69.4)              | 22 (72)                  | 25.5 (77.9)              | 31.1 (88.0)              | 34.5 (94.1)              | 36 (97)                  | 36.5 (97.7)              | 28.9 (84.0)              | 24.6 (76.3)              | 19 (66)                  | 17.5 (63.5)              | 36.5 (97.7)              |
| 平均高温 °C（°F）        | 4.8 (40.6)               | 6.6 (43.9)               | 10.8 (51.4)              | 14.3 (57.7)              | 19.4 (66.9)              | 23.1 (73.6)              | 25.5 (77.9)              | 24.7 (76.5)              | 19.7 (67.5)              | 14.6 (58.3)              | 8.8 (47.8)               | 5.3 (41.5)               | 14.8 (58.6)              |
| 日均气温 °C（°F）        | 2.7 (36.9)               | 3.8 (38.8)               | 7.1 (44.8)               | 10.2 (50.4)              | 15.1 (59.2)              | 18.6 (65.5)              | 20.9 (69.6)              | 20.4 (68.7)              | 16 (61)                  | 11.8 (53.2)              | 6.5 (43.7)               | 3.3 (37.9)               | 11.4 (52.5)              |
| 平均低温 °C（°F）        | 0.6 (33.1)               | 0.9 (33.6)               | 3.5 (38.3)               | 6.1 (43.0)               | 10.8 (51.4)              | 14.1 (57.4)              | 16.3 (61.3)              | 16.1 (61.0)              | 12.4 (54.3)              | 9 (48)                   | 4.3 (39.7)               | 1.3 (34.3)               | 8 (46)                   |
| 历史最低温 °C（°F）      | −8 (18)                  | −10.9 (12.4)             | −9.5 (14.9)              | −3.5 (25.7)              | 1 (34)                   | 6.1 (43.0)               | 9.4 (48.9)               | 9 (48)                   | 5 (41)                   | −0.5 (31.1)              | −4.5 (23.9)              | −9.7 (14.5)              | −10.9 (12.4)             |
| 平均降水量 mm（）        | 67.7 (2.67)              | 61.6 (2.43)              | 70.4 (2.77)              | 89.8 (3.54)              | 107.8 (4.24)             | 111.8 (4.40)             | 112.8 (4.44)             | 110.3 (4.34)             | 104.7 (4.12)             | 109.6 (4.31)             | 96.6 (3.80)              | 85.2 (3.35)              | 1,128.3 (44.42)          |
| 月均日照時數             | 59                       | 88.9                     | 154.1                    | 176.3                    | 197                      | 234.7                    | 262.9                    | 237                      | 189.2                    | 118.4                    | 67.1                     | 50.1                     | 1,834.7                  |
| 来源：infoclimat.fr      |                          |                          |                          |                          |                          |                          |                          |                          |                          |                          |                          |                          |                          |

## 行政区划
埃维昂莱班是法国奥弗涅-罗讷-阿尔卑斯大区上萨瓦省的一个市镇，编号为74119。埃维昂莱班隶属于托农莱班区和上萨瓦省第五选区，管理埃维昂莱班县，同时也是埃维昂地区市镇公共社区的核心市镇。
法国国家统计与经济研究所（简称）在进行数据统计时，将埃维昂莱班及相邻的另外12个市镇设为托农莱班城市核心区，并将包括核心区在内的周边共31个市镇划为托农莱班城市区。自2020年起，托农莱班城市区被拆解，埃维昂莱班和另外两个市镇组成法国洛桑城市辐射区（Aire d'attraction de Lausanne (partie française)）。此外，还将埃维昂莱班市镇分为了2个“块区”（IRIS），以便于统计人口分布情况。

## 交通

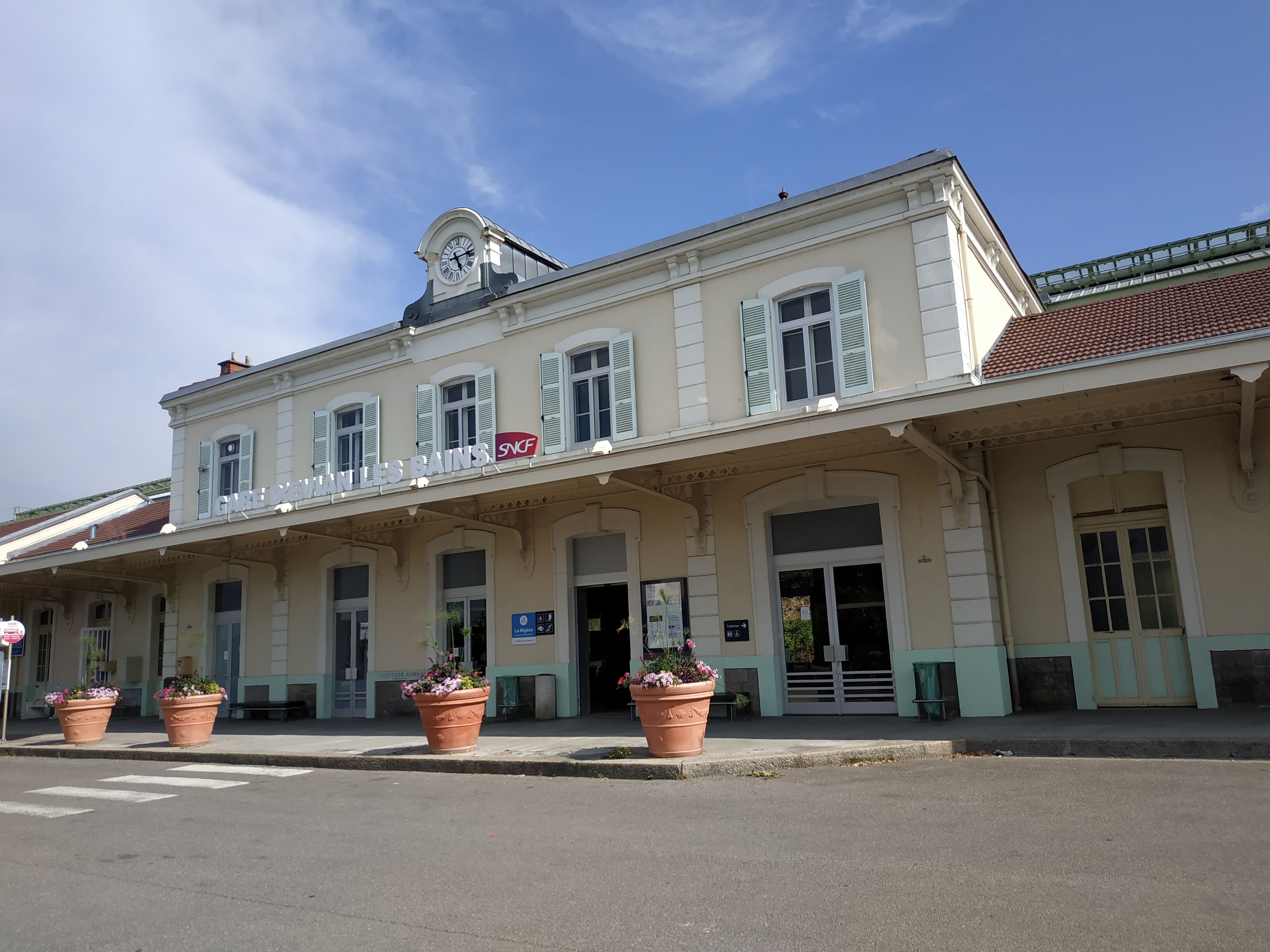
埃维昂莱班火车站

### 公路
多条上萨瓦省省道在埃维昂莱班境内交汇。托农莱班城市公共交通下属的141线城际巴士经过埃维昂莱班，可由此前往托农莱班和阿讷马斯。
2017年，55.5%的埃维昂莱班家庭拥有至少一辆私人汽车。2019年，埃维昂莱班境内共发生各类交通事故2起，造成2人受伤。

### 铁路
埃维昂莱班位于隆日赖-莱阿－勒布沃雷铁路上，该铁路埃维昂莱班以东的路段已关闭。埃维昂莱班站位于市区中部，该站每天开行十余班前往贝勒加德站的区域列车，可在此联程中转前往巴黎的高速列车以及前往里昂、格勒诺布尔等地的快速列车。

### 航空
距离埃维昂莱班最近的民用航空站为日内瓦机场，距离埃维昂莱班市中心的公路里程约50公里。

### 城市公共交通
埃维昂莱班是托农莱班城市公共交通（商业名称为）是当地的城市公共交通系统。截至2021年5月，该系统的H线、J线和L线三条公交线路经过埃维昂莱班市区。

## 政治

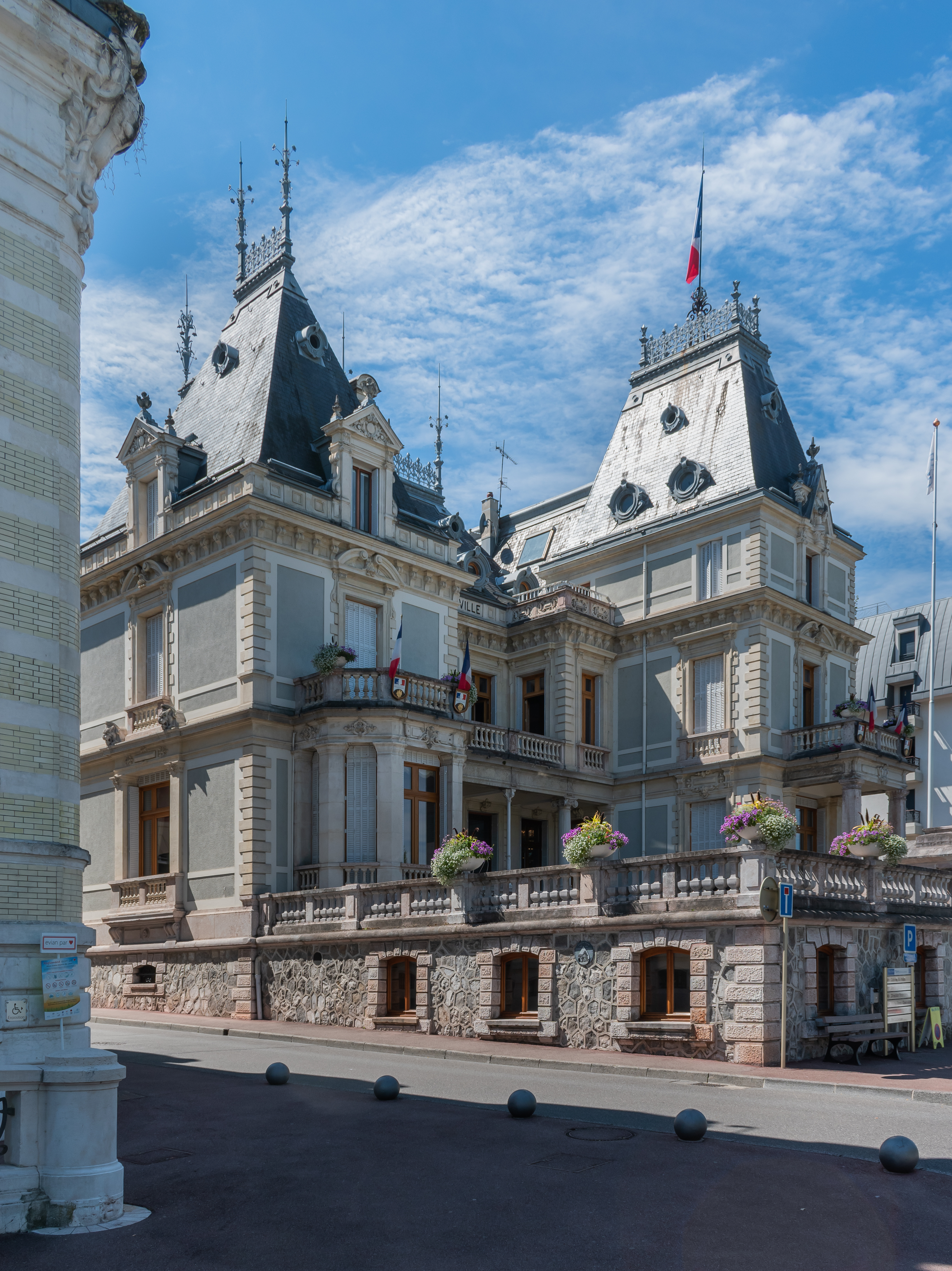
埃维昂莱班市政厅

埃维昂莱班的现任市长为乔西安·莱女士（Josiane Lei），她是共和党的一名成员，在2020年的市政选举中获得了50.64%的支持率。
在2017年的法国总统大选中，法国第25任总统埃马纽埃尔·马克龙在埃维昂莱班获得了72.25%的支持率。
| 埃维昂莱班历届市长 |                             |                                                   |
| 任期               | 市长                        | 党派                                              |
| 1944年－1945年     | Jean Léger 让·莱热          | 不详                                              |
| 1945年－1961年     | Camille Blanc 卡米耶·布朗   | SFIO工人国际法国支部                              |
| 1961年－1971年     | Jean Combet 让·孔贝         | SFIO工人国际法国支部 →PS社会党 →DVG左翼无党派人士 |
| 1971年－1977年     | Jacques Foch 雅克·福煦      | 不详                                              |
| 1977年－1995年     | Henri Buet 亨利·比埃        | DVG左翼无党派人士                                 |
| 1995年－2018年     | Marc Francina 马克·弗朗西纳 | UMP人民运动联盟 →LR共和黨                         |
| 2018年－           | Josiane Lei 乔西安·莱       | LR共和黨                                          |

## 人口
2018年，埃维昂莱班市镇人口数量为9,100，在法国排名第1,125位。其中男性4,242人，女性4,856人，75岁及以上人口占9.4%，外籍人口数量为2,046人，人口密度为2,121人/平方公里，当地居民被称为（男性）或（女性）。2019年，埃维昂莱班境内出生123人，死亡人口99人。
| 年份   | 1936  | 1946  | 1954  | 1962  | 1968  | 1975  | 1982  | 1990  | 1999  | 2005  | 2010  | 2015  | 2018  |
| ------ | ----- | ----- | ----- | ----- | ----- | ----- | ----- | ----- | ----- | ----- | ----- | ----- | ----- |
| 人口數 | 3,502 | 3,591 | 4,353 | 5,150 | 5,863 | 6,026 | 6,018 | 6,895 | 7,273 | 7,787 | 8,142 | 8,968 | 9,100 |

## 经济
埃维昂莱班是一个区域性的中心城市，依云矿泉水的总部所在地。截至2021年5月，埃维昂莱班境内共有各类用人单位1,689家，平均历史为16年，其中98.92%为中小型企业（PME）。依云（矿泉水）、（酒店）及（建材生产）是当地2019年营业额最高的三个企业，分别为1,595,973,824欧元、7,458,078欧元和5,581,754欧元。

## 财政收入
2019年，埃维昂莱班的财政收入总额为28,842,700欧元，财政支出总额为24,365,500欧元，当年的债务总额为24,031,600欧元。2020年，埃维昂莱班共获得954,684欧元的国家财政补助，比上一年减少了0.07%。
2017年，埃维昂莱班的人均月收入总额为2,080欧元，其中高级职员为3,769欧元，低于法国平均水平（4,214欧元）；中级职员为2,203欧元，低于法国平均水平（2,353欧元）；普通职员为1,668欧元，亦低于法国平均水平（1,690欧元）。
2017年，埃维昂莱班境内的青壮年（15至64岁）失业率为15.4%，当地62.1%的家庭拥有纳税资格，平均纳税4,661欧元，高于法国平均水平（3,888欧元）。

## 社会事务

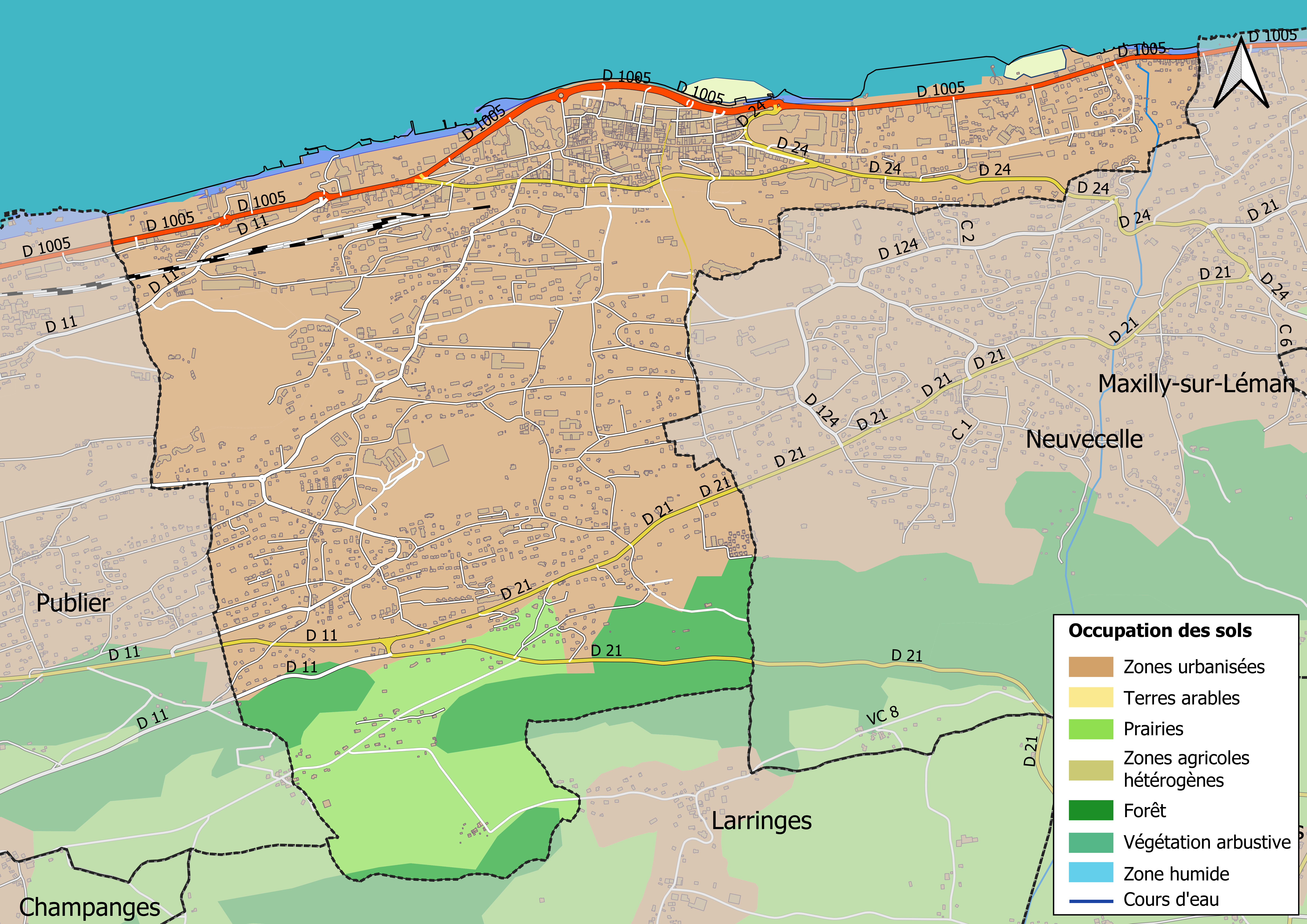
埃维昂莱班土地利用地图

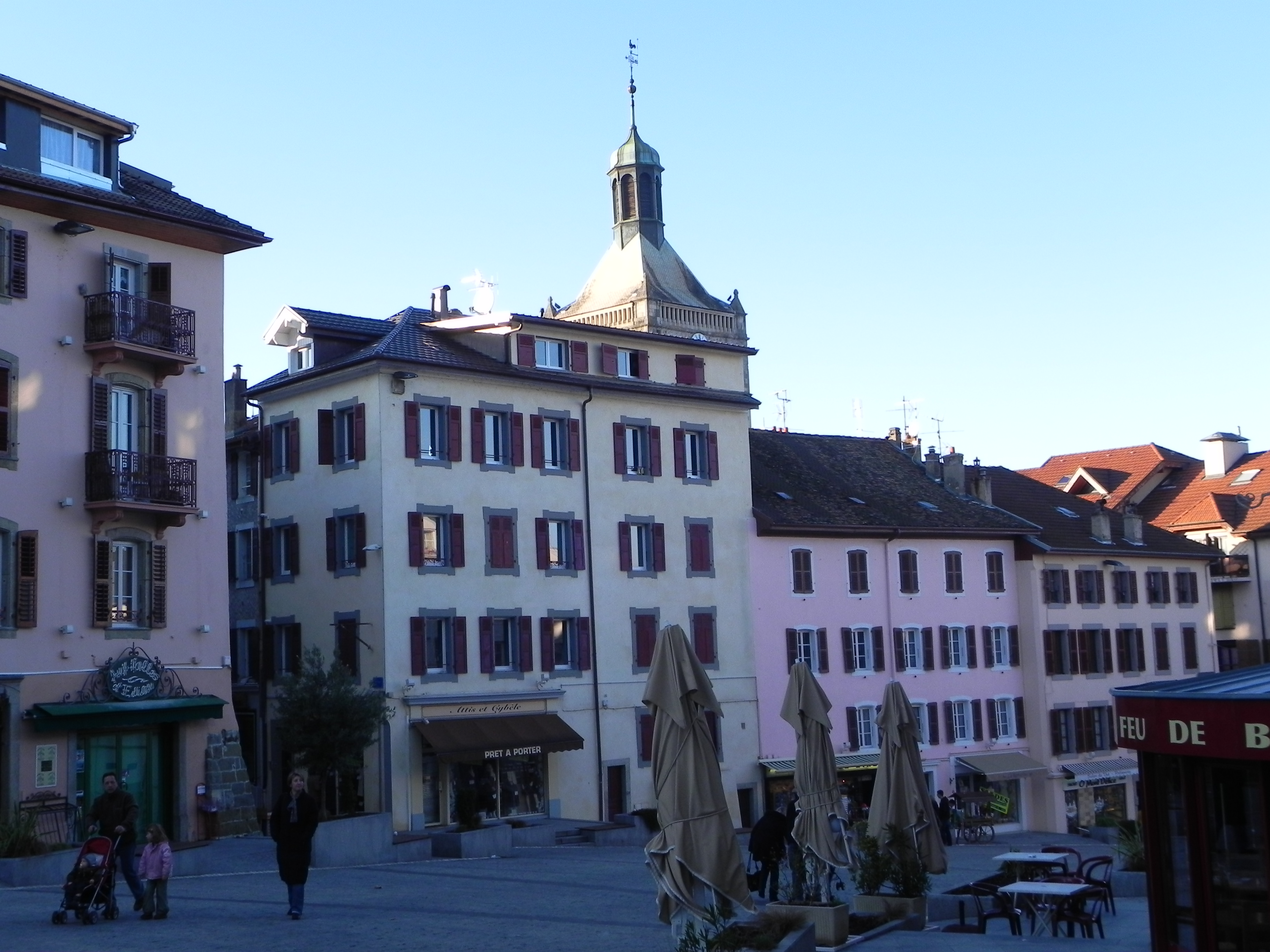
埃维昂莱班市中心的国民广场

### 教育
埃维昂莱班属于格勒诺布尔学区。截止2019年1月1日，埃维昂莱班境内共有1所幼儿园、5所小学、2所初级中学和1所普通高中。2018至2019学年度，埃维昂莱班境内共有在校中等教育阶段学生1,809名。

### 医疗
截止2019年1月1日，埃维昂莱班境内共有全科医生9名、保健师7名、牙医17名、护士10名、耳科医生2名、眼科医生4名、助产士2名和妇科医生1名。境内共有药房3家、养老院3家。
埃维昂莱班是“托农莱班中心医院”（Centre Hospitalier de Thonon-les-Bains）的服务范围，后者是法国的一个区域性医疗机构，其主病区“莱芒医院”（Hôpital Léman）位于托农莱班市区，设有床位407个，是当地规模最大的公立综合性医院。

### 住房
2017年，埃维昂莱班境内共有各类住房6,600套，其中16.9%为独立式居民区，82%为集中式居民区。常住房屋占埃维昂莱班市镇范围内居民建筑总量的67.2%。
在住房保障政策方面，2017年，埃维昂莱班境内共有659户家庭获得了住房经济补助，受益人数占总人口数量的7.2%，其中647份为房租补助。

### 商业
2019年，埃维昂莱班境内共有各类实体商铺310家，其中餐厅79家、大型超市5家、杂货店3家、面包房9家、肉铺2家、书店4家、银行门店11家、美容美发店18家、汽车维修店3家。市中心建有一处卡西诺超市和一家Franprix超市，市区以西5公里外的托农莱班境内建有大型开放式购物中心。

### 体育
2019年，埃维昂莱班境内共有1家游泳池、4间体育馆、2座综合体育场、2处足球或橄榄球场、2处篮球或排球场以及1处高尔夫球场。
埃维昂足球俱乐部（F.C. Évian）是当地的一支足球队，2021至2022赛季参加上萨瓦省足球联赛。

### 环境
埃维昂莱班的环境事务由其所属的公共社区负责。2019年，埃维昂莱班境内共有1家污染企业。

### 治安
2019年，埃维昂莱班市镇范围内共有1处派出所和1处宪兵队。
2014年，埃维昂莱班及附近地区共发生各类案件2,240起，其中盗窃类案件1,215起，经济类案件159起，毒品交易类案件315起。

## 文化
2019年，埃维昂莱班境内有1家电影院。埃维昂莱班市政府提供多媒体中心，向公众全年开放。

### 建筑
埃维昂莱班境内有多处历史建筑，其中埃维昂莱班圣母升天教堂、吕米埃宫等为法国国家文物保护单位。

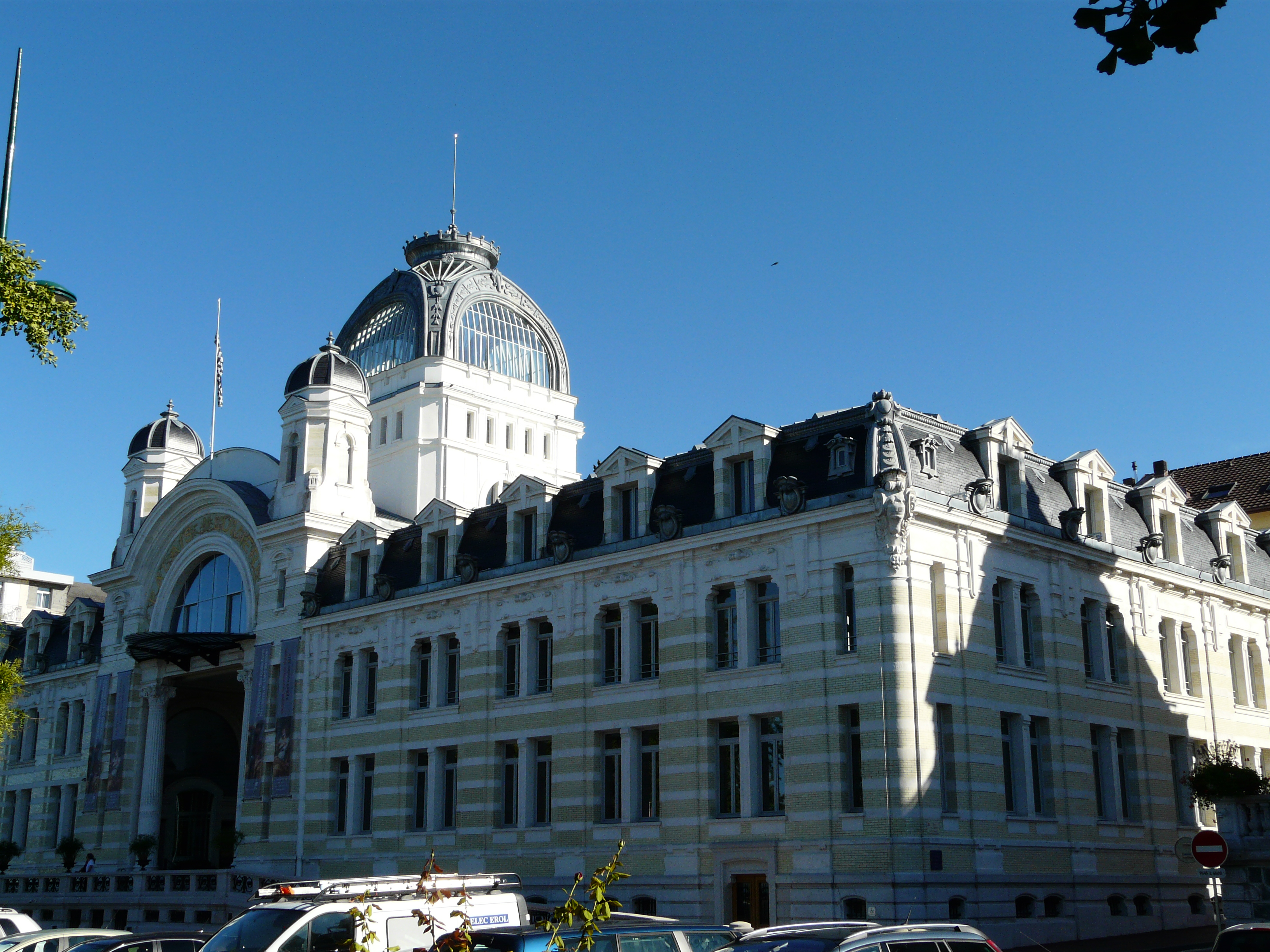
吕米埃宫（法语：Palais Lumière）
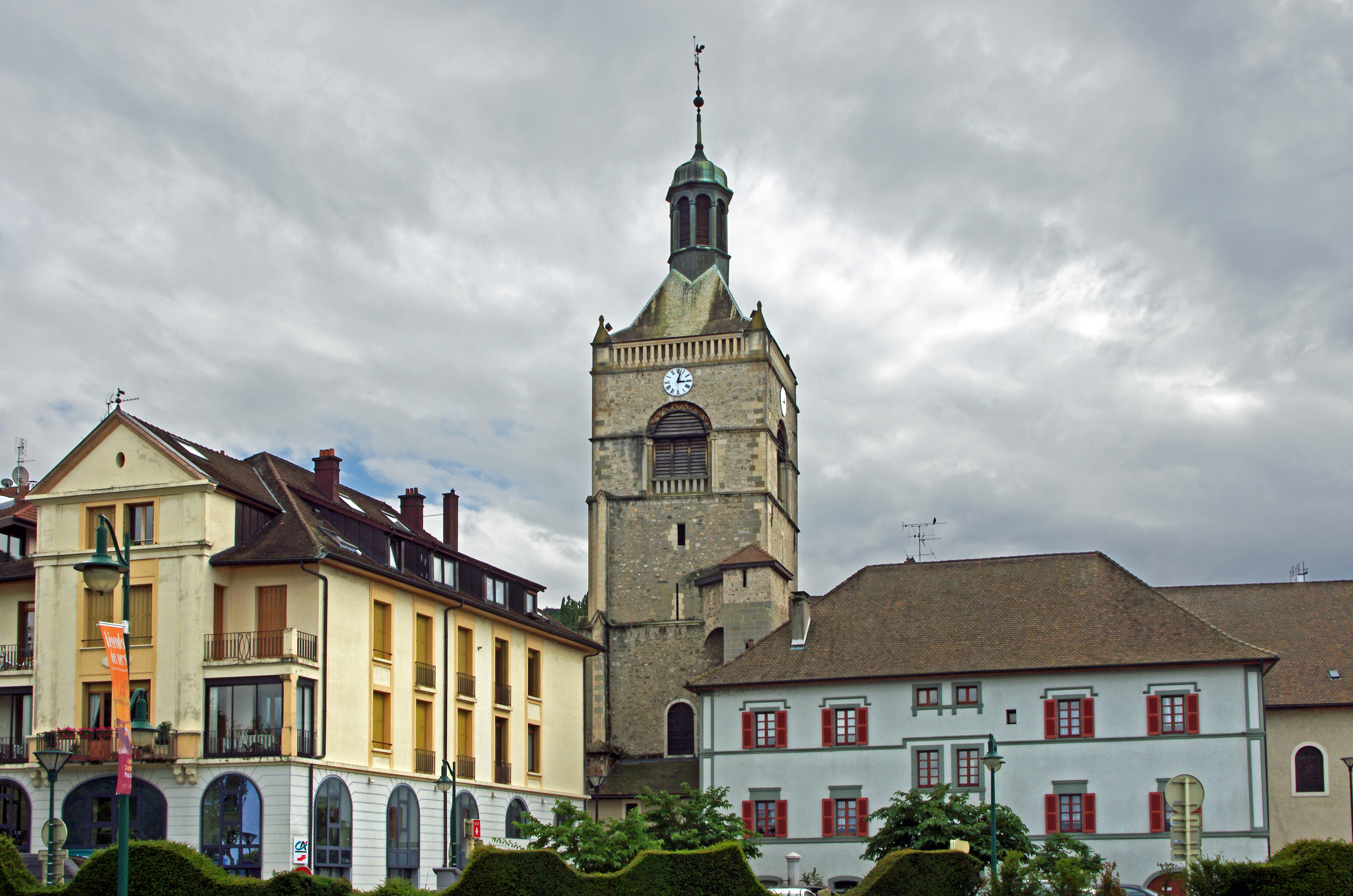
圣母升天教堂（法语：Église Notre-Dame-de-l'Assomption d'Évian-les-Bains）
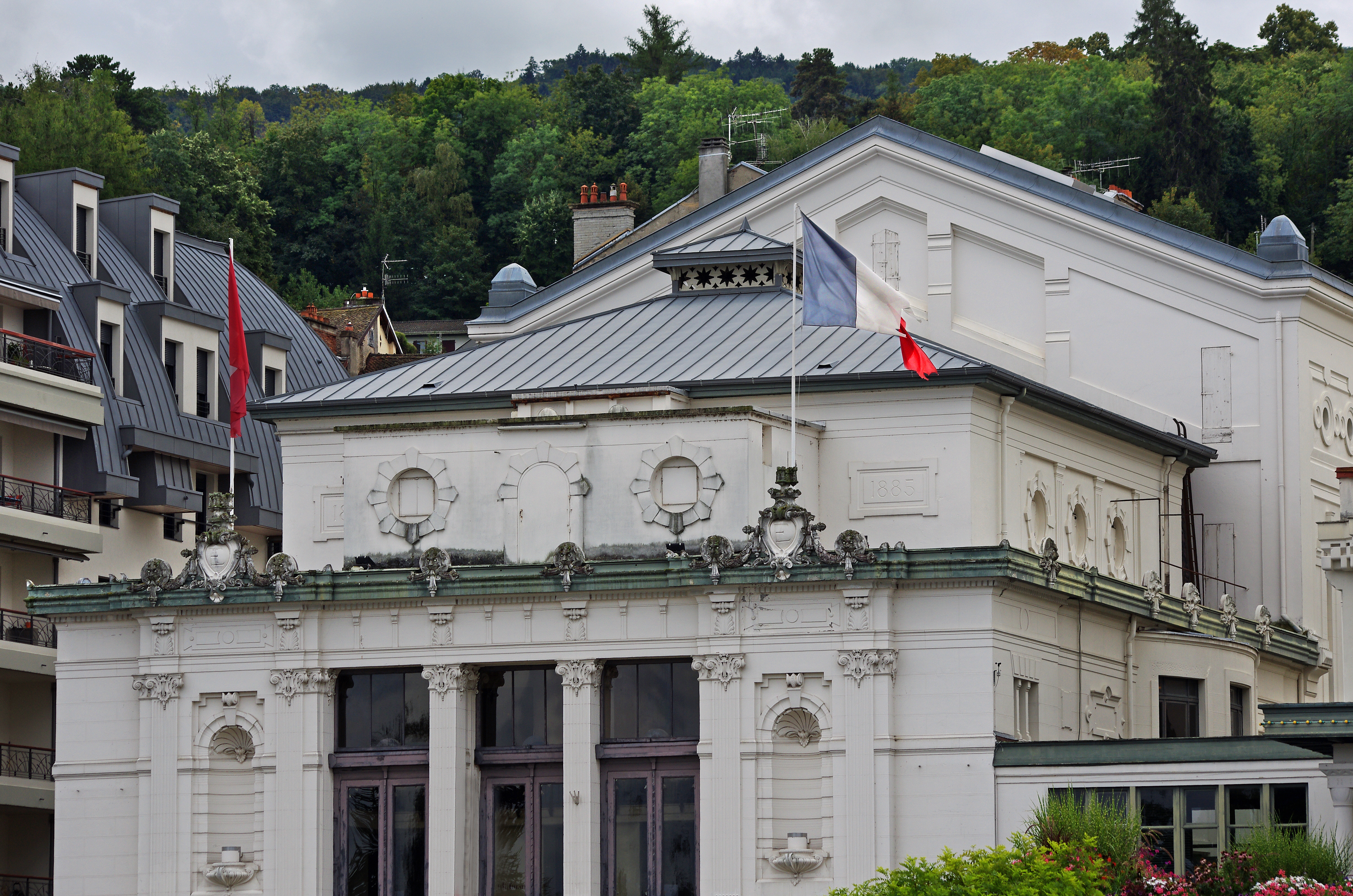
市政大剧场
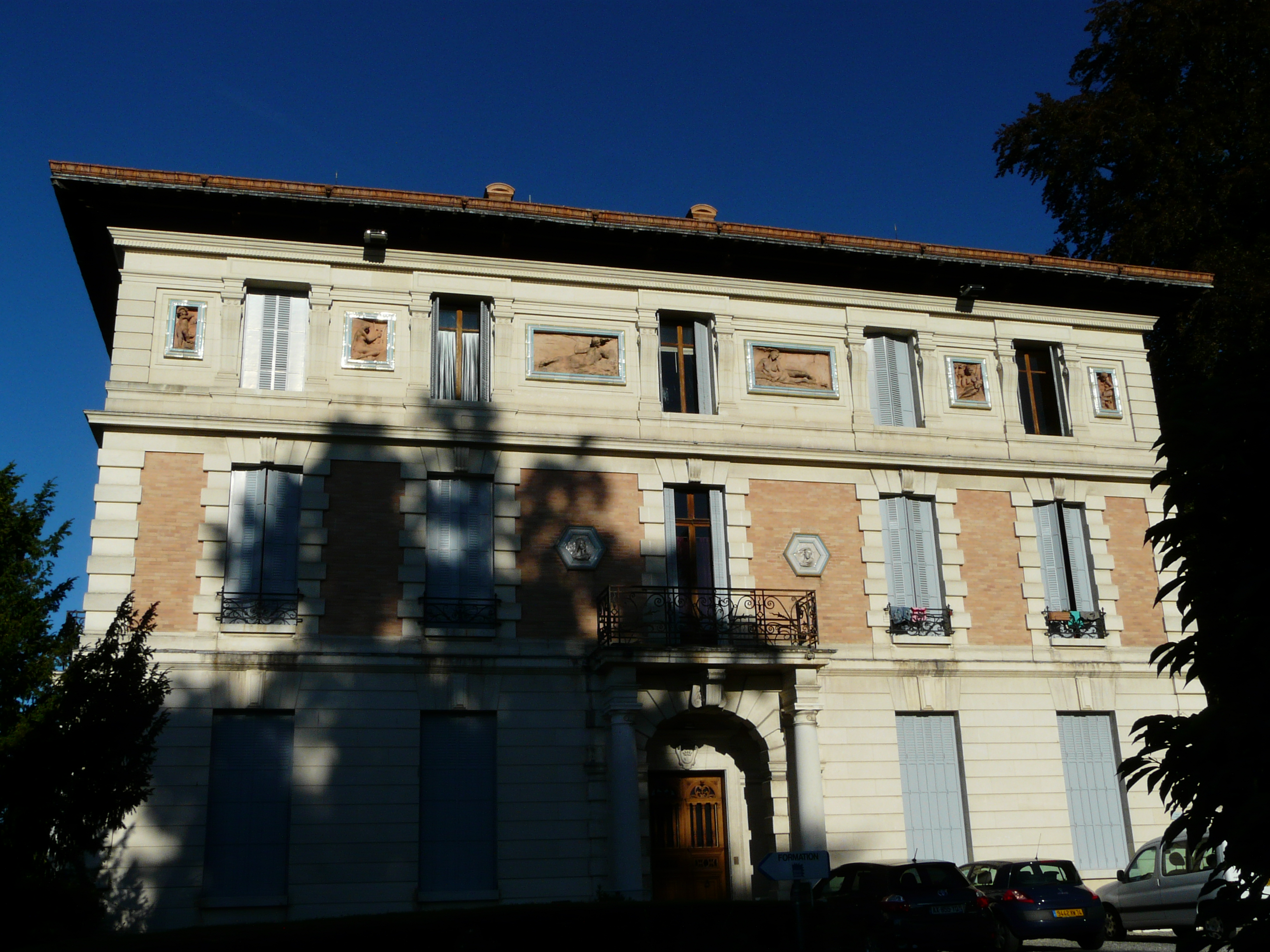
松林别墅
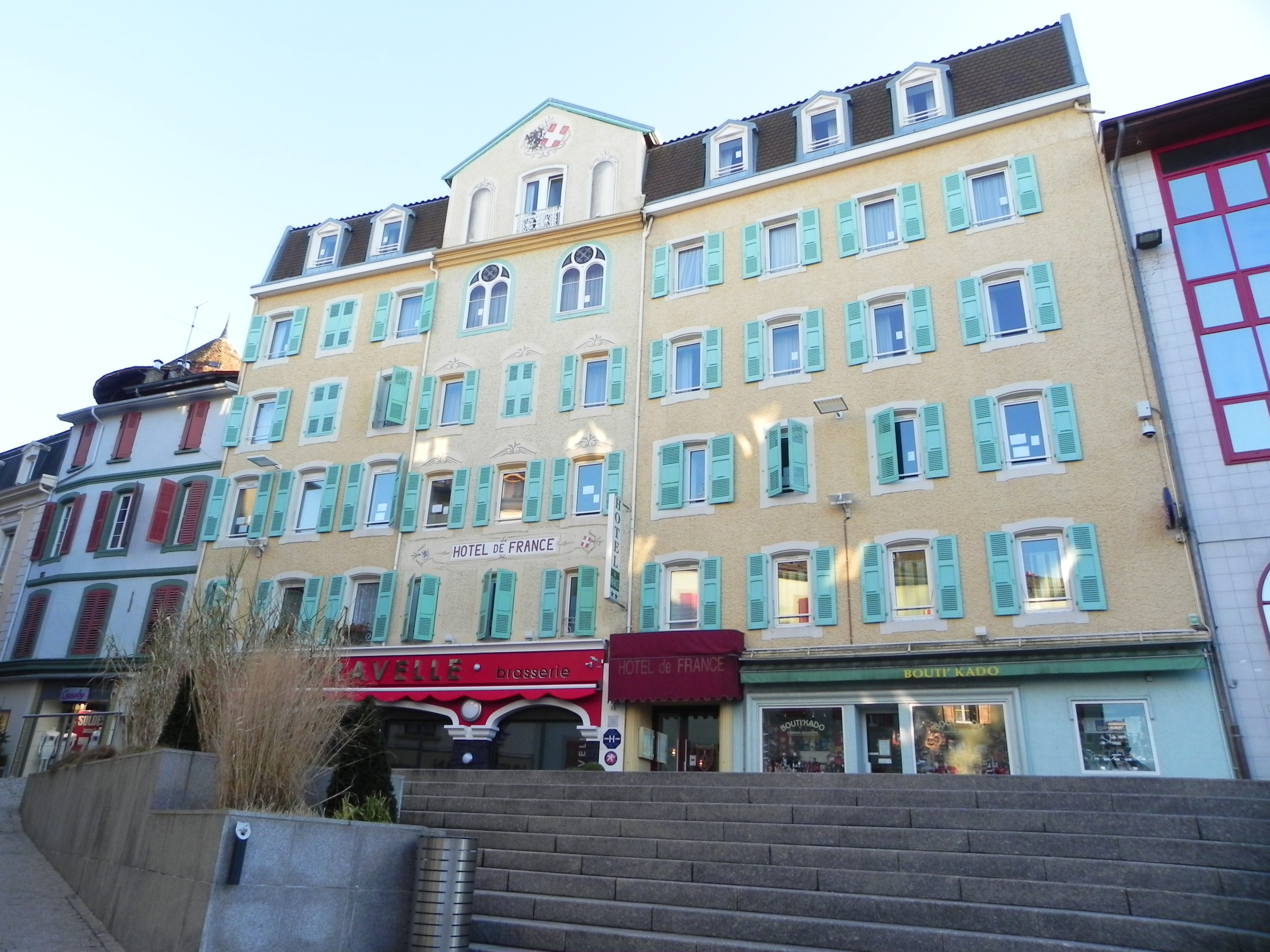
法兰西酒店
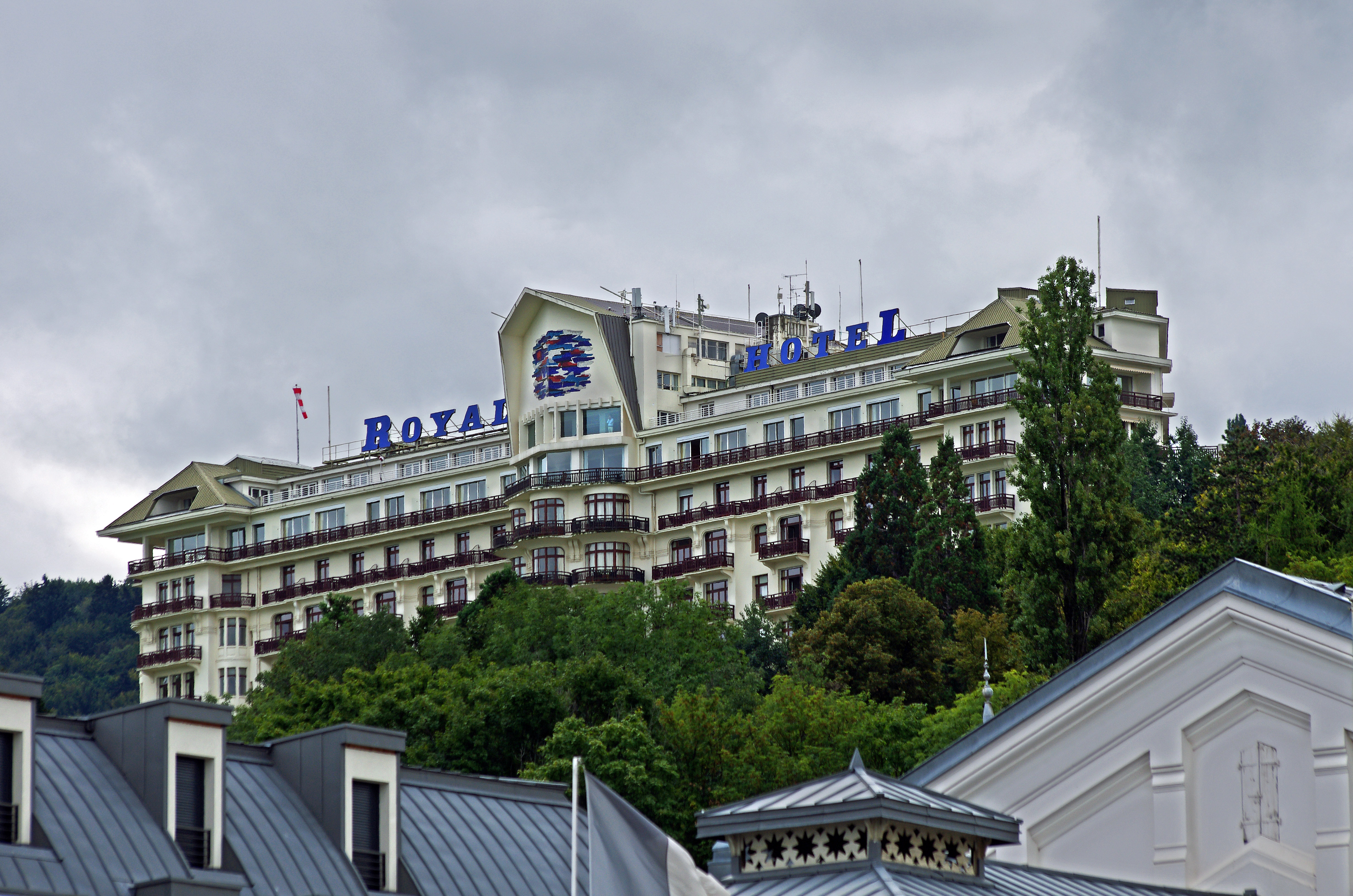
皇家酒店

### 旅游
埃维昂莱班的旅游事务由其所属的公共社区负责。2020年，埃维昂莱班境内共有14家酒店共计633间房间。

### 媒体
法国主要的媒体均可在埃维昂莱班接收，法国电视三台下属的奥弗涅-罗讷-阿尔卑斯大区频道在部分时段播出埃维昂莱班所属区域的地方新闻。

## 相关人物
法国物理学家阿尔贝·阿尼尔夫、网球运动员雨果·尼斯和足球运动员约翰·迪朗出生于埃维昂莱班。

## 友好城市
截至2021年5月，埃维昂莱班共与三座城市互为友好城市关系：
- 德国 内卡格明德
- 西班牙 贝尼卡西姆
- 日本 出雲市